# Deathlike Silence Productions
Deathlike Silence Productions was een in de late jaren 80 door Øystein Aarseth (gitarist in de blackmetalband Mayhem) opgerichte onafhankelijke platenmaatschappij, in Oslo. Het was een van de eerste labels die zich helemaal richtte op het publiceren van black metal. De naam komt van het nummer Deathlike Silence van de Duitse Thrashmetalband Sodom.

## Uitgebracht door DSP
- Anti-Mosh 001: Merciless - The Awakening - (1989)
- Anti-Mosh 002: Burzum -  Burzum - (1992)
- Anti-Mosh 003: Mayhem - Deathcrush EP - (1993) (Re-Release of the original Deathcrush EP from 1987)
- Anti-Mosh 004: Abruptum - Obscuritatem Advoco Amplectére Me - (1993)
- Anti-Mosh 005: Burzum -  Aske EP - (1993)
- Anti-Mosh 006: Mayhem - De Mysteriis Dom Sathanas - (1994)
- Anti-Mosh 007: Sigh - Scorn Defeat - (1993)
- Anti-Mosh 008: Enslaved - Vikingligr Veldi - (1994)
- Anti-Mosh 009: Abruptum - In Umbra Malitiae Ambulabo, In Aeternum In Triumpho Tenebraum - (1994)